# Beacon Falls
Beacon Falls és una població dels Estats Units a l'estat de Connecticut. Segons el cens del 2005 tenia 5.596 habitants.

## Demografia
Segons el cens del 2000, Beacon Falls tenia 5.246 habitants, 2.032 habitatges, i 1.450 famílies. La densitat de població era de 207,1 habitants per km².
Dels 2.032 habitatges en un 34,1% hi vivien nens de menys de 18 anys, en un 58,2% hi vivien parelles casades, en un 9,5% dones solteres, i en un 28,6% no eren unitats familiars. En el 23% dels habitatges hi vivien persones soles el 6,3% de les quals corresponia a persones de 65 anys o més que vivien soles. El nombre mitjà de persones vivint en cada habitatge era de 2,58 i el nombre mitjà de persones que vivien en cada família era de 3,08.
Per edats la població es repartia de la següent manera: un 25,2% tenia menys de 18 anys, un 6,5% entre 18 i 24, un 35,1% entre 25 i 44, un 23,6% de 45 a 60 i un 9,6% 65 anys o més.
L'edat mediana era de 37 anys. Per cada 100 dones de 18 o més anys hi havia 96,5 homes.
La renda mediana per habitatge era de 56.592 $ i la renda mediana per família de 62.461 $. Els homes tenien una renda mediana de 41.696 $ mentre que les dones 34.844 $. La renda per capita de la població era de 25.285 $. Aproximadament el 4,2% de les famílies i el 5,9% de la població estaven per davall del llindar de pobresa.